# Claudio Pérez
Claudio Ignacio Pérez Maldonado (Chile, 12 de septiembre de 1986) es un exfutbolista chileno. Jugaba de delantero.
Nació futbolísticamente en las canteras de Cobresal, y desde el año 2004 se encuentra jugando en el plantel profesional del club de El Salvador. Hasta que en el año 2009 ficha por el club ariqueño.

## Clubes
| Club                | País  | Año       |
| ------------------- | ----- | --------- |
| Cobresal            | Chile | 2004-2008 |
| San Marcos de Arica | Chile | 2009      |
| Cobresal            | Chile | 2010-2011 |

- Datos: Q5772078